# Cuống (thực vật học)
Trong thực vật học, cuống (tiếng Anhː stipe hoặc stalk) nói chung là một bộ phận của thân cây "hỗ trợ" một số cấu trúc khác. Nghĩa phổ biến của từ này chính là cuống lá, tuy nhiên tùy thuộc vào bộ phận thực vật nào hay nhóm phân loại nào đang được mô tả thì "cuống" sẽ có ý nghĩa khác nhau.

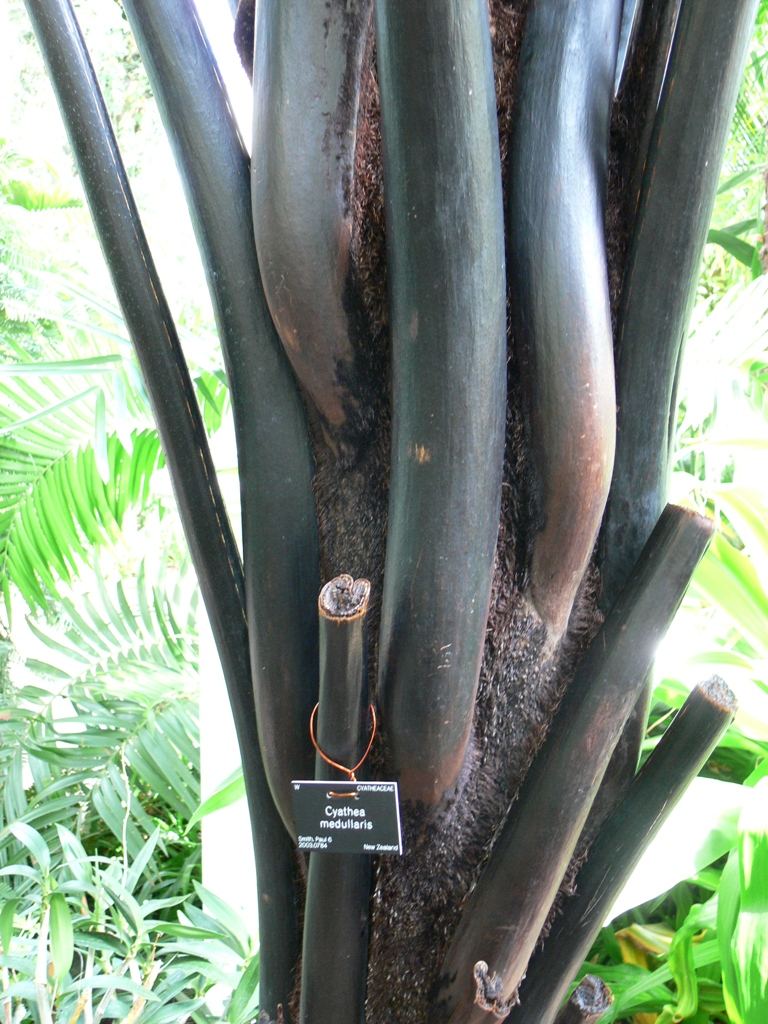
Gốc cuống có tiết diện hình lục giác của dương xỉ thân gỗ Cyathea medullaris

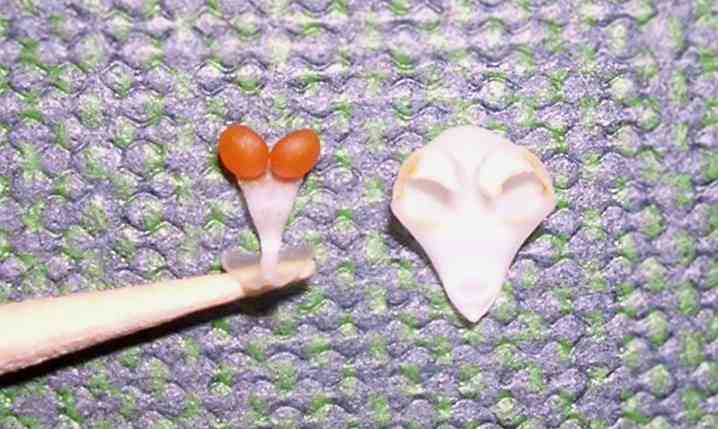
Vỉ phấn (màu trắng) nối hai khối phấn hoa lan (màu cam)

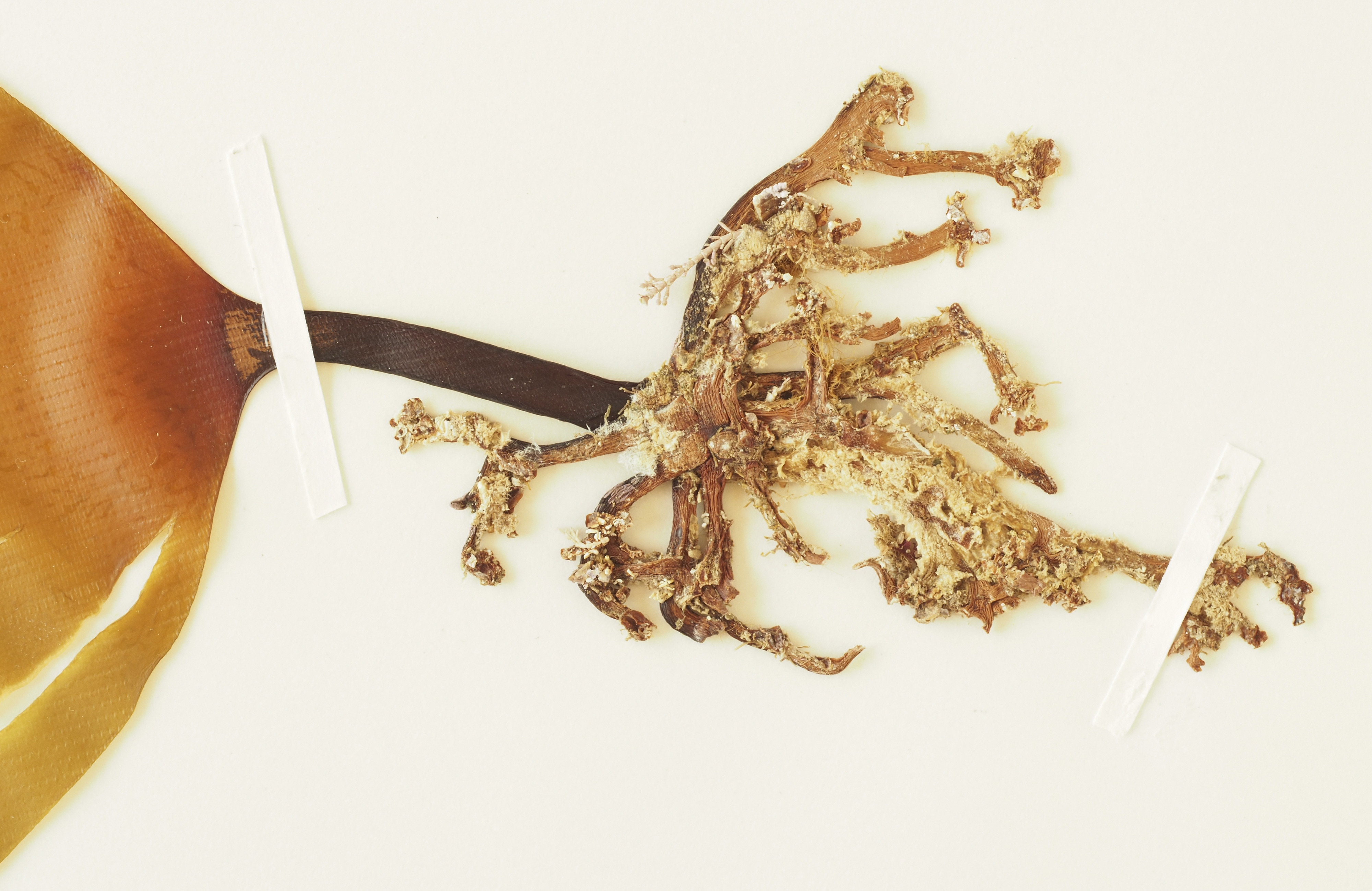
Cuống ở tảo nâu Laminaria hyperborea

Trong trường hợp dương xỉ, "cuống" là cuống lá từ thân đến phần gốc phiến lá. Sự phát triển của cấu trúc bên trong phiến lá sau đó tạo ra gân chính của lá.
Ở thực vật có hoa, thuật ngữ này còn được dùng để chỉ bộ phận của hoa, có thể là vòi nhụy (như ở loài Helicteres spp.) Ở họ Lan, "cuống" (tiếng Anhː stipe, caudicle, stalk) dùng để chỉ cơ quan kết nối hai khối phấn (tiếng Anhː pollinia), gọi là vỉ phấn. Vỉ phấn có dạng một dải hoặc dây không nhớt nối liền khối phấn với gót nhầy (tiếng Anhː viscidium hoặc retinaculum, nơi đính vào một tuyến của mỏ hoa lan (rostellum) gọi là túi con (bursicule)).

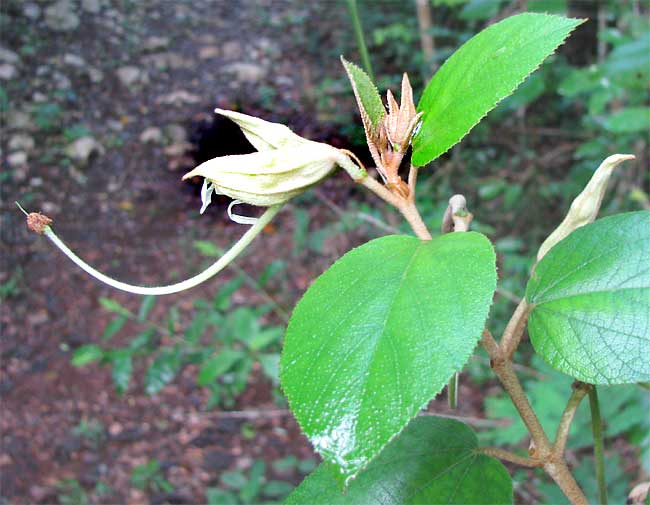
Cuống dài của hoa Helicteres sp. thực ra là vòi nhụy
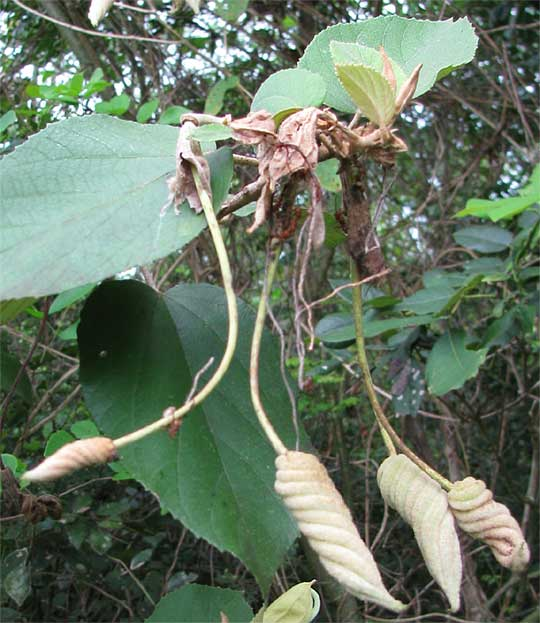
Cuống còn lại khi mỗi hoa tạo thành một quả.

"Cuống" cũng là một cấu trúc được tìm thấy trong các sinh vật được các nhà thực vật học nghiên cứu nhưng không còn được phân loại là thực vật. Nó có thể là phần cuống nấm ở nấm hoặc thân tản của rong biển và đặc biệt phổ biến ở các loại tảo nâu. Thân của tảo nâu thường chứa một vùng trung tâm gồm các tế bào giống như mạch rây của thực vật có mạch, có chức năng vận chuyển chất dinh dưỡng trong tảo.